# FK Bodø/Glimt
Fotballklubben Bodø/Glimt – norweski klub piłkarski z siedzibą w mieście Bodø, w północnej części kraju, założony w 1916, nazywany potocznie Glimt.
FK Bodø/Glimt jest czterokrotnym mistrzem Norwegii (2020, 2021, 2023, 2024), dziewięciokrotnym mistrzem Norwegii północnej, dwukrotnym zdobywcą Pucharu Norwegii oraz czterokrotnym wicemistrzem Eliteserien (1977, 1993, 2002 i 2019).
Glimt są znani z żółtych koszulek oraz ogromnych żółtych szczoteczek do zębów, które sympatycy i sponsorzy przynoszą na każdy mecz – szczoteczka jest symbolem wsparcia dla klubu od lat 70.

## Historia
Kiedy sąsiednie miasta takie jak Narwik czy Mo i Rana posiadały już swoje drużyny piłkarskie w początkach XX wieku, w Bodø takowa powstała dopiero w 1916. Klub z Bodø został założony jako Klub Piłkarski Glimt (Glimt to po norwesku flesz). Jednym z założycieli był Erling Tjærandsen, który został także pierwszym prezesem klubu, a później jego członkiem honorowym (Tjærandsen zajmował się również grą w piłkę nożną i narciarstwem). Pierwszy mecz drużyna Glimt rozegrała z drużyną szkolną Bodø Highschool (z powodu tego, że Glimt był jedynym klubem w mieście).
W 1919 Glimt wywalczył swój pierwszy tytuł, mistrzostwo powiatu Nordland. Jednak szybko okazało się, że sukces jest nietrwały. W latach 20. Glimt cierpiał z powodu złego morale zawodników i złej kondycji finansowej. Prowadzono nawet rozmowy w przekształcenie klubu w klub narciarski B.&O.I., jednak nic nie wyszło poza dyskusje. Duch klubu przetrwał, a jego odnowicielami stali się gracze i trenerzy przybyli z południowej części kraju. Jednym z nich był Jørgen Juve, który dotarł do Bodø w 1929. W latach 30. Glimt rozpoczął treningi na hali, co było sposobem na ostry arktyczny klimat okolic.
To nowe podejście spowodowało jak najbardziej pozytywne skutki. Od początku lat 30. Glimt był zawsze jednym z czołowych klubów północnej Norwegii i całego kraju od lat 70.
Zespoły z północy nie były dopuszczone do rozgrywek ogólnokrajowych aż do 1963, kiedy to rozegrano pierwsze rozgrywki Pucharu Norwegii z udziałem zespołów z dalekiej północy. Podczas swej pierwszej przygody z pucharem Bodø/Glimt dotarł do 4. rundy, po zwycięstwie 7:1 nad Nordil (u siebie). Na kolejnym poziomie musiał jednak uznać wyższość zespołu Frigg z Oslo, z którym przegrał 0:2. Pierwsze rozgrywki udowodniły jednak, że zespoły z północy mogą bez kompleksów rywalizować z drużynami już ogranymi.
Od 1973 zespoły z północnych regionów dostały również możliwość rywalizowania z drużynami z południa w ogólnokrajowej lidze. Fakt, że wcześniej nie mogły w niej uczestniczyć wynikał z przesądu, że drużyny z fylke Nordland, Troms i Finnmark nie mogłyby rywalizować na tym samym poziomie z drużynami z południa. FK Bodø/Glimt był jednym z trzech zespołów z północnej części kraju, które kiedykolwiek występowały w Tippeligaen, obok niego były to Tromsø IL oraz Mjølner Narwik.
W 1973 Norwegia posiadała trzy grupy drugiej ligi. W dwóch grały drużyny z południa, zaś w trzeciej drużyny z północy. Zespołowi Bodø/Glimt zajęło trzy lata zdobycie awansu z powodu raczej dziwnych reguł awansu. Zdobywcy pierwszych miejsc z grup południowych II ligi awansowali bezpośrednio, zaś mistrz północy musiał rywalizować w barażach z wicemistrzami grup drugiej ligi z południa. System ligowy przyniósł nieco goryczy na północy, nie podłamało to jednak tamtejszych drużyn. Rokiem przełomowym był 1975, kiedy to zespół Bodø/Glimt, jako pierwszy klub z północy zdobył Puchar Norwegii, jednak z powodu ww. przepisów nie awansował do Tippeligaen (podobnie było rok wcześniej, drużyna z Bodø była niepokonana w swojej lidze, jednak baraże przegrywała).
W 1976 FK Bodø/Glimt zdołał w końcu przełamać niesprawiedliwy system rozgrywkowy. W turnieju barażowym pokonał 4:0 zespół Odds BK i zremisował 1:1 z Lyn Fotball, przez co jako pierwszy klub z północy wywalczył awans do najwyższej klasy rozgrywkowej. Pod koniec lat 70. Norweska Federacja Piłkarska zmieniła zasady awansu i zlikwidowała baraże dla drużyn z północy. Od tego czasu różnice zostały zatarte.
Po triumfalnym debiucie ligowym w 1977 – drugie miejsce w lidze i finał krajowego pucharu, obydwa przegrane z Lillestrøm SK – FK Bodø/Glimt grał cztery sezony w najwyższej klasie rozgrywkowej i spadł dopiero w 1980, kończąc rozgrywki na 12. miejscu.
Lata 80. były najczarniejszym okresem w historii klubu. FK Bodø/Glimt grali w drugiej lidze ogólnokrajowej i 3. lidze regionalnej, co dla byłego wicemistrza Norwegii i zdobywcy pucharu było wielkim rozczarowaniem. Jednak kolejna fala sukcesów przyszła w 1991. Pod kierownictwem trenera Jana Muri FK Bodø/Glimt awansował do II ligi. W kolejnym sezonie klub zatrudnił trenera Tronda Sollieda i wygrał rozgrywki drugiej ligi w sezonie 1992. W końcu, w 1993 zespół wrócił do Tippeligaen i podobnie jak w debiucie w 1977 zdobył drugie miejsce w lidze. Klub zdobył także swój drugi w historii Puchar Norwegii, po zwycięstwie 2:0 nad Strømsgodset IF. Zdobycie pucharu było ukoronowaniem trzech niewiarygodnych sezonów, przejścia z trzeciej ligi do zdobycia 2. miejsca w Tippeligaen w ciągu jedynie trzech lat, osiągnięcia tak rzadko spotykanego w norweskim systemie ligowym.
Po powrocie do Tippeligaen klub przeżywał  huśtawkę formy. Dobre występy w lidze były przeplatane walką o utrzymanie, co doskonale ilustrują sezony 1993 i 1994, kiedy to po zdobyciu wicemistrzostwa i pucharu klub w kolejnym sezonie uratował się przed spadkiem jedynie lepszą różnicą bramek. Innym przykładem takiej zmiennej formy jest sezon 2003, kiedy to FK Bodø/Glimt zdobył 2. miejsce w lidze, ulegając jedynie dzierżącemu supremację od wielu lat Rosenborgowi Trondheim, ulegając także zespołowi z Trondheim w finale krajowego pucharu. W kolejnym sezonie jednak zespół zakończył rozgrywki na 3. miejscu od końca i musiało rozgrywać mecze barażowe z Kongsvinger IL, aby uniknąć spadku. Drużyna przegrała swój pierwszy mecz w Kongsvinger 0:1, jednak efektowne zwycięstwo w rewanżu 4:0 uratowało klub FK Bodø/Glimt.
Od 1993 klub z Bodø cały czas występuje w Tippeligaen (do 2005 12 sezonów). Ogółem rozegrał w najwyższej klasie rozgrywkowej 16 sezonów. W sezonie 2005 klub zajął ostatnie miejsce w 14-zespołowej tabeli Tippeligaen, zdobywając jedynie 24 punkty i razem z drużyną Aalesunds FK spadł do Adeccoligaen.
W 2020, 2021 oraz 2023 roku klub zdobył mistrzostwo Norwegii.

## Sukcesy
- Eliteserien
  - mistrzostwo (2020, 2021, 2023, 2024)[2]
  - wicemistrzostwo (5): 1977, 1993, 2003, 2019, 2022
- 1. divisjon
  - mistrzostwo (2): 2013, 2017
- Puchar Norwegii
  - zwycięstwo (2): 1975, 1993
  - finał (5): 1977, 1996, 2003, 2021/22, 2023
- Mistrzostwa Północnej Norwegii
  - mistrzostwo (9): 1930, 1933, 1934, 1939, 1952, 1963, 1964, 1967, 1969
  - wicemistrzostwo (5): 1949, 1955, 1961, 1962, 1966

## Obecny skład
Stan na 28 lutego 2023
| Nr | Poz. | Piłkarz                 |
| -- | ---- | ----------------------- |
| 1  | BR   | Julian Faye Lund        |
| 3  | OB   | Omar Elabdellaoui       |
| 4  | OB   | Odin Bjørtuft           |
| 5  | OB   | Brice Wembangomo        |
| 6  | OB   | Isak Amundsen           |
| 7  | NA   | Amahl Pellegrino        |
| 8  | PO   | Albert Grønbæk          |
| 10 | PO   | Hugo Vetlesen           |
| 11 | PO   | Runar Espejord          |
| 14 | PO   | Ulrik Saltnes (kapitan) |
| 15 | OB   | Fredrik André Bjørkan   |
| 16 | PO   | Morten Konradsen        |
| 17 | PO   | Gaute Høberg Vetti      |
| 18 | OB   | Brede Moe               |
| 19 | PO   | Sondre Brunstad Fet     |
| 20 | PO   | Fredrik Sjøvold         |

| Nr | Poz. | Piłkarz                        |
| -- | ---- | ------------------------------ |
| 21 | OB   | Lucas Kubr                     |
| 22 | OB   | Marius Lode                    |
| 23 | NA   | Gilbert Koomson                |
| 24 | NA   | Lasse Selvåg Nordås            |
| 26 | OB   | Sigurd Kvile                   |
| 27 | NA   | Sondre Sørli                   |
| 28 | NA   | Faris Pemi Moumbagna           |
| 29 | PO   | Nino Žugelj                    |
| 30 | OB   | Adam Sørensen                  |
| 31 | NA   | Jeppe Kjær                     |
| 32 | NA   | Joel Mvuka (wyp. z FC Lorient) |
| 37 | PO   | Ask Tjærandsen-Skau            |
| 44 | BR   | Magnus Brøndbo                 |
| 77 | PO   | Patrick Berg                   |
| 88 | NA   | Lars-Jørgen Salvesen           |

## Reprezentanci Norwegiiz klubu FK Bodø/Glimt
- Erik Hoftun – 30
- Bengt Sæternes – 7
- Harald Berg – 5
- Runar Berg – 5
- Jens Petter Hauge – 3
- Stig Johansen – 3
- Jon Abrahamsen – 3
- Arild Olsen – 2
- Tom Kåre Staurvik – 2

## Statystyki
- Najwyższe zwycięstwo (Tippeligaen): 8:0 przeciwko Lyn Fotball, 1993
- Najwyższa porażka (Tippeligaen): 0:6 przeciwko IK Start, 1994
- Najwyższe zwycięstwo (puchar): 11:2 przeciwko Mosjøen, 2002
- Najwyższa porażka (puchar): 0:5 przeciwko Vikingowi, 1974, 0:5 przeciwko Odds BK, 2000
- Najgorszy występ w pucharze: porażka w 1. rundzie z Grovfjord 0:1, 1991, jedyna porażka w 1. rundzie w historii

## Statystyki wTippeligaen
- mecze – 648
- zwycięstwa – 237
- remisy – 157
- porażki – 254
- gole – 1042:1048
- punkty – 868

Stan na 21 listopada 2020. Źródło: Eliteserien. worldfootball.net. [dostęp 2020-11-22]. (ang.).